# 足4の字固め

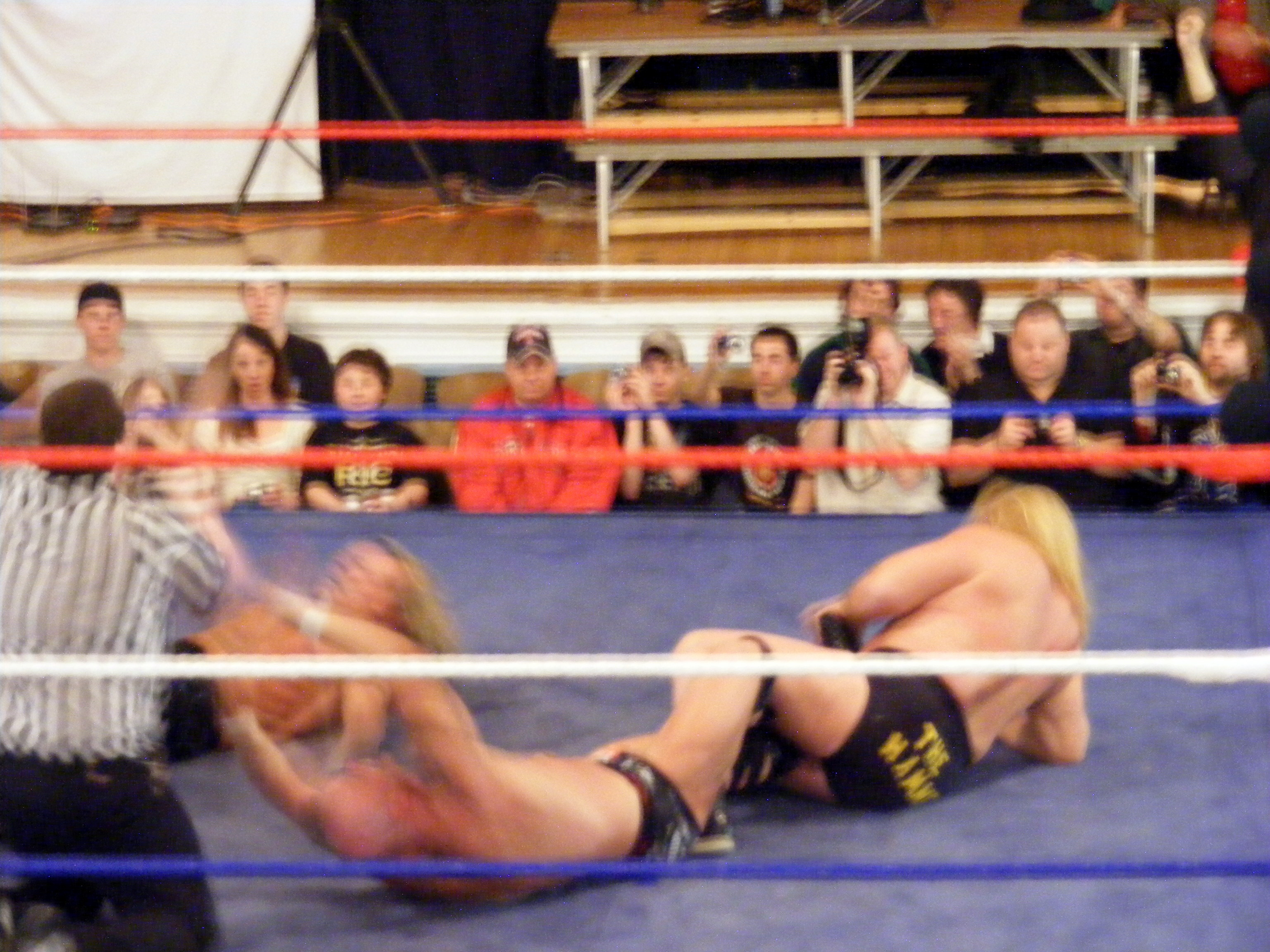
右のレスラーが足4の字固めを掛けている

足4の字固め（あしよんのじがため）は、プロレスの関節技である。英語名はフィギュア・フォー・レッグロック (Figure-Four Leglock) 。別名スピニング・レッグロック。

## 概要
技をかけたときに、相手の両脚がアラビア数字の「4」に見えるように交差することから命名された。つまり漢数字で「四」と表記するのは誤り。古くはバディ・ロジャースの得意技として知られるが、日本においてはザ・デストロイヤーによって一般的に知られるようになった。ロジャース当時は「スピニング・レッグロック」と呼ばれており、「足4の字固め」の直訳元である「フィギュア・フォー・レッグロック」と名付けたのはデストロイヤーである。
2000年以降もフィニッシュ・ホールドとして使うレスラーは少ないものの多数のレスラーが使っている。
ノンフィクション作家の柳澤健は、足4の字固めは相手の協力がなければ絶対にかからない技だ、としている。
1995年10月9日、東京ドームで行われた新日本プロレス対UWFインターナショナル対抗戦の武藤敬司対高田延彦戦において、武藤は高田の脚を狙ってドラゴンスクリューや低空ドロップキックを連発し、最後は足4の字固めへ移行し、タップアウト勝ちを収めた。この試合以後、武藤は高田戦での攻撃展開を自身の勝ちパターンとして定着させたほか、プロレス界全体においても足4の字固めはフィニッシュ・ホールドとして再度脚光をあびることともなった。柳澤健は、武藤は足4の字固めをフィニッシュに使うことでUWFはプロレス以外のなにものでないことを満天下に示したかったのである、としている。

## 掛け方
ザ・デストロイヤーの場合は、仰向けに倒れている相手の左脚を取りスピニング・トーホールドのように体を回転する。相手の右膝のあたりに取った左脚の脛を上に乗せ、その上から自分の左脚をかぶせるようにロックする。ジャック・ブリスコらのように体の回転を省略して掛けるレスラーもいる。脚が太ければ太いほど強烈に締まり、容易には外れない。
裏返しの姿勢になると技をかけている方が痛いと言われているが、テレビ朝日の『報道ステーション』におけるインタビューでデストロイヤー自身は「痛くない方法でかけることが可能だ」として否定している。この駆け引きは試合での見せ場となる（力道山対ザ・デストロイヤー戦はしばしば裏返し合戦になった）。デストロイヤーは左右の脚を逆にして技をかける事もできた。ミスター高橋は「裏返しであろうと掛けられた方のダメージが大きい」と裏返しの効果そのものを否定している。
ただし男性の人体の構造上、仕技者・被技者共に苦痛が伴う事は確実であり、デストロイヤーに関しては特殊な技術若しくは体質を保有していたと理解される。

## 発祥
書籍『ザ・ストロングスタイル』は発祥については3個の説があるとしている。
1. ネイティブアメリカンの拷問テクニック
2. ネイティブアメリカンの格闘技から取り入れたフロントインディアンデスロックの変形
3. 針金で縦横に組んで遊ぶゲームを考えていた時、脚で試したら痛かった

## 派生技

### パワーズ・ロック（8の字固め）
ジョニー・パワーズが使用した技で、もともとはパワーロック（Powerlock）と呼ばれる独特の足4の字固め。
はじめに相手の右脚を取る際に受け手と正対せず、受け手の左足爪先側に体を向けながら右脚のフックを行い、体を回転させずにその場で左脚を取って中腰の姿勢で足4の字を完成させてからマットに倒れこむ。技が完成するまでの間、常に受け手の左脚の死角に自らの体を位置させるため、技が完成する前に下からの蹴りで反撃されるリスクが軽減されているが、完成した形は通常の足4の字固めと全く同じになる。足を8の字に固めてはいないため、一般的には「足4の字より2倍効く」という意味であるとされる。ただし、技を掛けた後「自らの爪先と踵をクロスさせ、フックを強固にすると同時に（かなり強引にではあるが）8の字に見せていた」という説もある。実際にパワーズのフィニッシュ・ムーブの一つに「足4の字固めを極められた際の定石である "受け手が自らひっくり返ることで、掛け手側に逆に痛みを与える" という返し技を受け手にわざと行わせるが、痛みの逆転効果が発生せず、そのまま受け手からギブアップを奪う」というものがあり、「足4の字より2倍効く」パワーズ・ロックならではのムーブであるとされていた。
なお、リック・フレアーの娘であるシャーロット・フレアーも、フィギュア・エイト（8の字固め）と呼ばれる足4の字固めをフィニッシュ・ムーブの一つとして用いているが、こちらは通常の入り方で足4の字固めを極めてから自らブリッジを行い、脚の締め上げを更に強烈にするというもので、パワーズ・ロックとは異なる技である。実況中継では足4の字固めが極まった段階ではフィギュア・フォーと呼び、ブリッジが完成した段階でフィギュア・エイトと呼び分けられている。
漫画『キン肉マン』では、スカル・ボーズとデビル・マジシャンの「宇宙一凶悪コンビ」のツープラトン技として、首4の字と足4の字を同時に敢行し、さらに掛け手が互いにリングロープを引っ張ることで受け手の胴体を牛裂きのように引き裂くフィニッシュ・ムーブが登場し、これを「本物の8の字固め」と称していた。

### グランドクロス200 & ナガタロック
変形足4の字固めと膝十字固めの複合技。
　安生洋二はグランドクロス200、永田裕志はナガタロック (I) として使用。女子ではキャンディー奥津がグランドクロスの名称で使用していた。
体勢に入る前に敬礼のポーズをとるのが特徴。敬礼ポーズが定着してない初期の頃はポーズを取らなかったりガッツポーズ等をしてからこの技に入っていた。安生洋二のグランドクロス200とほぼ同じ。
技の完成型はほぼ同じだが、脚をフックする際のムーブなどに若干の違いがある。永田の場合は、技の前に敬礼ポーズをとるのがお決まりとなっている。なおグランドクロス200の「200」は安生のキャッチフレーズである「ミスター200％」が由来であり、技の形そのものを表している訳ではない。ちなみに、安生がこの技を初披露した時の相手が永田である（初めて決まり手となったのは後の蝶野正洋戦）。

### アメリカン・ナイトメア
コーディ・ローデスがWWE退団後から使用している変型足4の字固め。
仰向け状態の相手の股の間に左足で踏み込み、その脚を軸に相手の両脚をクロスさせ、そのまま横回転して相手をうつ伏せにし、クロスさせた外側の脚を自らの右脚で押すことで両脚を極める変型足4の字固め。

### ○TO([対戦選手のイニシャル]・タップ・アウト）
ジェイ・ホワイトのオリジナル技。
仰向け状態の相手の両脚を後ろ向きで捕らえ、相手ごと反転してグラウンドに移行し、両脚を交差させて極める、裏足4の字固め。
2019年2月2日の対棚橋弘至戦で初披露した技。このときは棚橋がタップアウトしたことから、ホワイトはこの技を「TTO(タナハシ・タップ・アウト)」と呼んだ。
翌2月3日にYOSHI-HASHIから同技で勝利した際はYTO(ヨシハシ・タップ・アウト)となっており、対戦相手によって変わっている。

### 裏足4の字固め
相手を裏返した状態で極める変形の足4の字固め。
技の構造は4の字固めと関連性は薄く、うつ伏せの相手の両脚をロックして極める膝固めといった方が表現としては近い。4の字固めをかけた相手に対する切り返し技を指す場合もある。
日本ではラッシャー木村が初公開した。他の使い手にはロン・ミラー、ケンドー・カシン、吉江豊がいる。ロビー・イーグルスは同郷の先達ミラーにあやかり、ロン・ミラー・スペシャルの名称で使用。

### 変型足4の字固め
高橋ヒロムは相手の脚を最初から4の字にし、相手の右足をアキレス腱固めで固めつつ相手の脚の上に自らの脚を覆いかぶせるように体重をかけながら極める型を使用する。

### メキシコ式足4の字固め
内藤哲也のオリジナル技。
ロスインゴベルナブレス加入後から使用された技。
通常の型と違って、右足一本で相手の足を4の字に固めながら、空いている左足を4の字に折り曲げた相手の右膝に引っ掛けて、相手の膝を痛めつける。相手がロープブレイクした際には自分から技を解こうとせず、レフェリーに技の解除を求めるシーンが見られる。

### 完璧足4の字固め
足4の字固めを決めた後で相手の両腕をホールドし脱出を困難にする。彰人が丸藤正道のアドバイスにより開発。

### 一本足4の字固め
一本脚で相手の脚をフックする変形4の字固め。ケンドー・カシンが主な使用者。漫画『グラップラー刃牙』で主人公の範馬刃牙が使用するシーンがある。

### 鉄柱4の字固め
鉄柱を使った4の字固め。技をかける側がリングの外に出てかける。代表的な使い手にブレット・ハートがいる。なお、構造物を技に利用しているため本来は反則である。
その他、タランチュラと呼ばれる技のバリエーションとして、足4の字固めをかけながらロープにぶら下がるものがある。

## 4の字を利用するその他の技
足4の字固めは相手の脚を4の字状にクロスさせるものだが、自分の脚、または腕を利用する4の字（フィギュアフォー）は多くの関節技、絞め技、またはフォール技に使用される技術である。足4の字で相手を絞めるものには首4の字固め（フィギュアフォー・ネックロック）、三角絞め、胴絞めがある。足4の字で相手の腕を極めるものはキーロックである。
また、バックマウントポジションでのトップライドや片エビ固めを狙う場合においても、足4の字で相手の股関節をロックし、コントロールすることがある。
腕4の字を使って相手の関節を極めるものにはトーホールド、ダブルリストロック、トップリストロックなどがある。

## 得意とする主なレスラー
- バディ・ロジャース
- ザ・デストロイヤー
- エディ・グラハム
- ニック・ボックウィンクル
- ジャック・ブリスコ
- ジェリー・ブリスコ
- リック・フレアー
- テッド・デビアス
- グレッグ・バレンタイン
- オースチン・アイドル（ラスベガス・レッグロックの名称で使用）
- ジョージ・ウェルズ（マスターロックの名称で使用）
- ショーン・マイケルズ
- ジェフ・ジャレット
- ザ・ミズ
- 大木金太郎
- アントニオ猪木
- グレート草津
- 藤波辰爾
- 武藤敬司
- 西村修
- 小川直也
- 棚橋弘至
- 辰巳リカ
- 白川未奈

## 返し方
- 掛けられる前にロックされていない片脚で相手を蹴って押し返す（スピニング・トーホールドと同様）。
- 掛けられる前に顔面を張るかパンチをして相手をダウンさせる。
- スモールパッケージホールドなどで丸め込んでフォールに持ち込む。

## その他
- 徳光和夫（元日本テレビ）が局アナの頃に出演していた『うわさのチャンネル!!』で、ザ・デストロイヤーにこの技をかけられながら、その痛みを実況させられた事がある。それ以降、多数のお笑いタレントがこの技の餌食になった。
- 『ワールドプロレスリング』（テレビ朝日）担当アナウンサーだった辻よしなりは実況の際、足4の字固めのポピュラーさからしばしば、「日本人が大好きな技」と実況していた。